# Varanasi Junction
Varanasi Junction (hindi: वाराणसी जंक्शन रेलवे स्टेशन) – główna stacja kolejowa w Waranasi, w stanie Uttar Pradesh, w Indiach. Jest to jedna z najbardziej ruchliwych stacji w Indiach. Została otwarta w 1872.